# 王志杰 (1910年)
王志杰（1910年—1995年12月1日），又名王吉平、王子安，吉林延吉人，中华人民共和国政治人物。

## 生平
1942年，任中共河南省委书记。1943年，在延安整风运动中受诬陷迫害。1949年后，历任中华全国铁路总工会原主席、党组书记，铁道部原政治部主任，中华全国总工会原书记处书记。